# 世界一HAPPYな女の子
「世界一HAPPYな女の子」（せかいいちハッピーなおんなのこ）は、℃-uteのメジャー17枚目のシングル。2011年9月7日にzetimaから発売された。

## 概要
初回生産限定盤A、BはCD+DVDで、通常盤はCDのみとなっている。初回生産限定盤A、初回生産限定盤B、通常盤(初回プレス分)ともイベント抽選シリアルナンバーカードが封入されている。
センターは鈴木愛理。メインボーカルは鈴木愛理、矢島舞美である。

## 収録曲
全作詞・作曲：つんく
1. 世界一HAPPYな女の子 (4:23)
編曲：宅見将典
2. 偉大な力を! (4:44)
編曲：藤澤慶昌
3. 世界一HAPPYな女の子 (Instrumental) (4:23)

初回生産限定盤A付属DVD
1. 世界一HAPPYな女の子 (Dance Shot Ver.)

初回生産限定盤B付属DVD
1. 世界一HAPPYな女の子 (Color Box Ver.)

## 参加ミュージシャン
世界一HAPPYな女の子
- プログラミング&ギター&ベース：宅見将典
- コーラス：CHINO・岡井千聖

偉大な力を!
- プログラミング&ギター：藤澤慶昌
- コーラス：CHINO・つんく

## DVDシングル

### シングルV「世界一HAPPYな女の子」

#### 収録曲
1. 世界一HAPPYな女の子
2. 世界一HAPPYな女の子 (Close-up Ver.)
3. メイキング映像

### イベントV「世界一HAPPYな女の子」

#### 収録曲
1. 世界一HAPPYな女の子 (Maimi Yajima Solo Ver.)
2. 世界一HAPPYな女の子 (Saki Nakajima Solo Ver.)
3. 世界一HAPPYな女の子 (Airi Suzuki Solo Ver.)
4. 世界一HAPPYな女の子 (Chisato Okai Solo Ver.)
5. 世界一HAPPYな女の子 (Mai Hagiwara Solo Ver.)